# Шахматная олимпиада по переписке
Шахматная олимпиада по переписке (командный чемпионат мира по шахматам по переписке, заочная шахматная олимпиада и т. п.) — шахматное соревнование, проводящееся ИКЧФ с 1949 г. В соревновании участвуют национальные сборные. Команда состоит из 6 шахматистов.
Всего с 1949 по 2019 гг. было проведено 19 олимпиад. Наибольшее количество побед (7) одержали немецкие шахматисты (также у сборных ФРГ и Германии значительное количество серебряных и бронзовых медалей). 6 побед у сборной СССР. Также соревнование выигрывали сборные Чехословакии / Чехии (4 раза), Венгрии, Великобритании и Норвегии (по 1 разу).
Изначально олимпиады проводились в классическом формате шахмат по переписке. 14-я олимпиада (2002—2006 гг.) была проведена с использованием электронной почты. Начиная с 15-й олимпиады, соревнования проводятся на специальном интернет-сервере.
С 1974 г. проводятся также турниры женских сборных. Женская сборная состоит из 4 шахматисток. По состоянию на 2017 г. завершились 10 таких турниров. 5 чемпионских титулов завоевала сборная СССР (и её правопреемница сборная России), также в соревновании побеждали сборные Чехословакии, Литвы, Словении, Польши и Германии.

## Мужские олимпиады

### Европейская шахматная олимпиада (1935—1939)
Соревнование проведено под эгидой ИФШБ (организации-предшественницы ИКЧФ). В предварительных соревнованиях участвовали 17 европейских сборных, из которых 6 лучших образовали финальную группу.

#### Результаты финального турнира[1]
1. Венгрия — 20½;
2. Австрия — 19½;
3. Швейцария — 16;
4. Португалия — 13;
5. Дания — 11;
6. Германия — 10.

### 1-я заочная олимпиада (1949—1952)

#### Результаты финального турнира[2][3]
1.  Венгрия — 25 (Я. Балог, Барца, Сигети / Й. Гонда, Моноштори, А. Сюч, Элекеш);
2.  Чехословакия — 20;
3.  Швеция — 19½;
4.  Португалия — 19½;
5.  Аргентина — 18½;
6.  Италия — 16;
7.  Перу — 7½.

### 2-я заочная олимпиада (1952—1955)
1—2 места разделили сборные Чехословакии и Швеции. Сборная Чехословакии получила золотые медали на основании лучших дополнительных показателей.

#### Результаты финального турнира[4][3]
1.  Чехословакия — 27½ (Пароулек, Гукель, Каусек, Борсони, Олекса, Шкровина);
2.  Швеция — 27½;
3.  Германия — 27;
4.  США — 23;
5.  Венгрия — 21½;
6.  Норвегия — 20;
7.  Франция — 14½;
8.  Индия — 7.

### 3-я заочная олимпиада (1958—1961)

#### Таблица финального турнира[5][6]
|    | Команда      | 1  | 2  | 3  | 4  | 5  | 6  | 7  | 8  | 9  | 10 |  | Очки | Место | Составы                                                                                               |
| -- | ------------ | -- | -- | -- | -- | -- | -- | -- | -- | -- | -- |  | ---- | ----- | --- |
| 1  | СССР         |    | 2  | 3½ | 4½ | 4  | 4½ | 3½ | 5  | 5  | 3½ |  | 35½  | 1     | Бондаревский — 7, Борисенко — 6½, Константинопольский — 4, В. Загоровский — 6, Юдович — 7, Атяшев — 5 |
| 2  | Венгрия      | 4  |    | 2  | 2½ | 4  | 4  | 4½ | 3  | 3½ | 5  |  | 32½  | 2     | |
| 3  | Югославия    | 2½ | 4  |    | 3  | 3  | 4½ | 3½ | 3½ | 4  | 4  |  | 32   | 3     | |
| 4  | Швеция       | 1½ | 3½ | 3  |    | 3  | 2½ | 4  | 3½ | 2½ | 4½ |  | 28   | 4—6   | |
| 5  | Германия     | 2  | 2  | 3  | 3  |    | 4  | 2  | 3½ | 4½ | 4  |  | 28   | 4—6   | |
| 6  | Аргентина    | 1½ | 2  | 1½ | 3½ | 2  |    | 3½ | 4½ | 4  | 5½ |  | 28   | 4—6   | |
| 7  | Австралия    | 2½ | 1½ | 2½ | 2  | 4  | 2½ |    | 3½ | 3  | 3  |  | 24½  | 7     | |
| 8  | Чехословакия | 1  | 3  | 2½ | 2½ | 2½ | 1½ | 2½ |    | 3  | 2½ |  | 21   | 8     | |
| 9  | Норвегия     | 1  | 2½ | 2  | 3½ | 1½ | 2  | 3  | 3  |    | 2  |  | 20½  | 9     | |
| 10 | США          | 2½ | 1  | 2  | 1½ | 2  | ½  | 3  | 3½ | 4  |    |  | 20   | 10    | |

За лучший результат на 1-й доске звание гроссмейстера ИКЧФ присвоено И. З. Бондаревскому. Г. К. Борисенко и М. М. Юдович также показали лучшие результаты на своих досках и стали международными мастерами ИКЧФ.

### 4-я заочная олимпиада (1961—1964)

#### Результаты финального турнира[8]
1.  СССР — 36 (Бондаревский — 6½, Дубинин — 5½, Борисенко — 7, В. Загоровский — 5½, Юдович — 5½, Масеев — 6½);
2.  ГДР — 28½;
3.  Швеция — 27½;
4.  ФРГ — 22½;
5—6.  Венгрия и  Югославия — 22;
7—8.  Испания и  Аргентина — 21½;
9.  Дания — 14½.

### 5-я заочная олимпиада (1965—1968)

#### Результаты финального турнира[9]
1.  Чехословакия — 31½ (Шнайдр — 5, Смрчка — 5, М. Урбанец — 3½, Гибл — 5, М. Вайнер — 7, Йос. Нун — 6);
2.  СССР — 30 (В. Загоровский — 4½, Симагин — 4, Дубинин — 6½, Моисеев — 4½, Юдович — 6, Эстрин — 4½);
3.  ФРГ — 29½ (Дюнхаупт, Г. Энгель, Прусс, Дитт, Флум, Зауэрман);
4.  ГДР — 26½ (Риттнер, Б. Кох, Шлидер, Даннеберг, Питч, Цинн);
5.  Швеция — 25 (Арнлинд, О. Смит, Исакссон, Лундхольм, Коллетт, Странд);
6.  Англия — 20 (Фазекаш, Хантер, Уиллс, Кафферти, Дэйви, Ф. Парр);
7.  Австралия — 19 (Келлнер, Дж. Карр, Калиновский, Асман, Кеппер, Поудер);
8.  США — 18 (С. Бернстайн, Фойерстайн, Стайнмайер, Ривера, Тирс, Прео);
9.  Турция — 16½ (Корнфилт, М. Бойсан, Атабек, Гунсав, Биляп, Деленда).

### 6-я заочная олимпиада (1968—1972)

#### Результаты финального турнира[11]
1.  СССР — 38 (Юдович — 5½, Дубинин — 5, Моисеев — 8, Сахаров — 7, Хасин — 6½, Н. Копылов — 6);
2.  Чехословакия — 28½;
3.  ГДР — 25½;
4.  Румыния — 21½;
5.  Австралия — 21;
6.  Югославия — 20½;
7.  Аргентина — 20½;
8.  Иран — 20;
9.  ФРГ — 19½.

### 7-я заочная олимпиада (1972—1976)

#### Результаты финального турнира[12]
1.  СССР — 35½ (Моисеев — 6½, Хасин — 6, Юдович — 5½, Сахаров — 5, Н. Копылов — 5½, Омельченко — 7);
2.  Болгария — 30;
3.  Великобритания — 29½;
4—6.  Нидерланды,  Чехословакия и  Венгрия — 28½;
7.  ФРГ — 23½;
8.  Югославия — 23;
9.  ГДР — 22;
10.  Румыния — 21.

### 8-я заочная олимпиада (1977—1982)

#### Таблица финального турнира[13][14]
|    | Команда        | 1  | 2  | 3  | 4  | 5  | 6  | 7  | 8  | 9  | 10 | 11 | 12 | 13 |  | Очки | Место | Составы                                                                         |
| -- | -------------- | -- | -- | -- | -- | -- | -- | -- | -- | -- | -- | -- | -- | -- |  | ---- | ----- | ------------------------------------------------------------------------------- |
| 1  | СССР           |    | 3  | 3½ | 3  | 3  | 4  | 5  | 3½ | 4  | 5  | 3½ | 4½ | 4½ |  | 46½  | 1     | Эстрин — 3, Моисеев — 7½, Хасин — 11, Юдович — 7, Дубинин — 9½, Омельченко — 8½ |
| 2  | Венгрия        | 3  |    | 3½ | 4½ | 4  | 1½ | 3½ | 4  | 2½ | 4½ | 4½ | 5  | 3½ |  | 44   | 2     | Хааг, Ожват, Т. Флориан, Томпа, Мелегхедьи, Брилла-Банфальви                    |
| 3  | Великобритания | 2½ | 2½ |    | 4½ | 3½ | 4½ | 3  | 2½ | 4½ | 1½ | 3½ | 4  | 5  |  | 41½  | 3     | К. Ричардсон, Холлис, П. Кларк, Пенроуз, Маркленд, Тимэн                        |
| 4  | Нидерланды     | 3  | 1½ | 1½ |    | 5  | 4  | 4½ | 3  | 3  | 3  | 3  | 2  | 4½ |  | 38   | 4     |                                                                                 |
| 5  | Болгария       | 3  | 2  | 2½ | 1  |    | 4½ | 3½ | 4  | 3½ | 2  | 2½ | 4½ | 4½ |  | 37½  | 5     |                                                                                 |
| 6  | Югославия      | 2  | 4½ | 1½ | 2  | 1½ |    | 2½ | 4  | 2½ | 3  | 4½ | 3  | 5  |  | 36   | 6     |                                                                                 |
| 7  | Швеция         | 1  | 2½ | 3  | 1½ | 2½ | 3½ |    | 2  | 4  | 4½ | 4  | 3  | 3½ |  | 35   | 7     |                                                                                 |
| 8  | Чехословакия   | 2½ | 2  | 3½ | 3  | 2  | 2  | 4  |    | 3  | 2½ | 3½ | 3  | 3½ |  | 34½  | 8     |                                                                                 |
| 9  | Норвегия       | 2  | 3½ | 1½ | 3  | 2½ | 3½ | 2  | 3  |    | 4  | 2  | 3½ | 3  |  | 33½  | 9—10  |                                                                                 |
| 10 | ГДР            | 1  | 1½ | 4½ | 3  | 4  | 3  | 1½ | 3½ | 2  |    | 3  | 2  | 4½ |  | 33½  | 9—10  |                                                                                 |
| 11 | Дания          | 2½ | 1½ | 2½ | 3  | 3½ | 1½ | 2  | 2½ | 4  | 3  |    | 3  | 3½ |  | 32½  | 11    | Банг, Х. Сёренсен                                                               |
| 12 | Польша         | 1½ | 1  | 2  | 4  | 1½ | 3  | 3  | 3  | 2½ | 4  | 3  |    | 2½ |  | 31   | 12    |                                                                                 |
| 13 | США            | 1½ | 2½ | 1  | 1½ | 1½ | 1  | 2½ | 2½ | 3  | 1½ | 2½ | 2½ |    |  | 23½  | 13    |                                                                                 |

Лучшие результаты по доскам: 1. Банг (Дания) — 9½; 2. Холлис — 8½; 3. Хасин — 11; 4. Пенроуз — 11½; 5. Дубинин — 9½; 6. Брилла-Банфальви — 9.

### 9-я заочная олимпиада (1982—1987)

#### Результаты финального турнира[15]
1.  Великобритания — 33½ (Пенроуз, Холлис, Уэбб, Футнер, Тутхилл, Шепард);
2.  ФРГ — 30;
3.  СССР — 27 (В. Загоровский, Хасин, Ыйм, Моисеев, Косенков / ???, Омельченко);
4.  Польша — 25;
5.  Португалия — 23;
6.  Дания — 22½;
7.  Венгрия — 20;
8—9.  Румыния и  Югославия — 17½.

### 10-я заочная олимпиада (1987—1995)

#### Результаты финального турнира[17]
1.  СССР — 34 (Ыйм, В. Загоровский, Несис, А. Михайлов, Санакоев, С. Королев);
2.  Великобритания — 33½;
3.  ГДР — 33½;
4.  Чехословакия — 30½;
5.  Польша — 29;
6.  ФРГ — 25½;
7.  Норвегия — 25;
8.  Италия — 24;
9.  Финляндия — 18;
10.  Нидерланды — 17.

### 11-я заочная олимпиада (1992—1999)
Победу в соревновании разделили сборные Чехословакии и Германии. Золотые медали были вручены обеим командам. Также бронзовые медали были вручены обеим командам, разделившим 3—4 места.

#### Результаты финального турнира[18]
1—2.  Чехословакия и Германия — 45½ (Заплетал, Ланч, Привара, Мраз, Трапл, Гот / Шевечек; Бургер, Пальм, Медер, Баумбах, Ф.-М. Антон, Кройцер);
3—4.  Канада и  Шотландия — 40;
5.  Россия — 39;
6.  Польша — 38½;
7.  Швеция — 36½;
8.  Англия — 34½;
9.  Нидерланды — 34½;
10.  Венгрия — 30;
11.  Дания — 29½;
12.  США — 27½;
13.  Румыния — 27.

### 12-я заочная олимпиада (1998—2004)
Обладатели серебряных и бронзовых медалей были определены по дополнительным показателям.

#### Результаты финального турнира[19]
1.  Германия — 47½ (И. Нойман, Нимц, Ф.-М. Антон, Кройцер, Буземан, Медер);
2.  Литва — 42½;
3.  Латвия — 42½;
4.  Швеция — 37;
5—6.  Швейцария и  Чехия — 36½;
7.  Австрия — 34;
8.  Бразилия — 31½;
9.  Шотландия — 31;
10.  Нидерланды — 27½;
11.  Канада — 15½;
12.  Катар — 14.

### 13-я заочная олимпиада (2004—2008)

#### Результаты финального турнира[20]
1.  Германия — 38 (Баумбах, Клуфе, Кройцер, Вайцзеккер, Пфрецшнер, Криббен);
2.  Чехия — 34½;
3.  Польша — 32;
4.  Латвия — 31½;
5.  Австрия — 30½;
6—8.  Россия,  Словакия и  Бразилия — 29½;
9.  Люксембург — 29;
10.  США — 27½;
11.  Литва — 18½.

### 14-я заочная олимпиада (2002—2006)

#### Результаты финального турнира[21]
1.  Германия — 45½ (Хертель, Герхардт, Буземан, Бренке, Бросс, Хофштеттер);
2.  Литва — 39½;
3.  США — 36;
4.  Франция — 35;
5.  Россия — 34;
6.  Швейцария — 33½;
7.  Чехия — 33;
8.  Венгрия — 31½;
9.  Дания — 30½;
10.  Англия — 29;
11.  Румыния — 26;
12.  Аргентина — 22½.

### 15-я заочная олимпиада (2006—2009)

#### Результаты финального турнира[22]
1. Норвегия — 48 (И. Берн, Богер, Стигар, Хауген, Лиллеорен, Клаусен);
2.  Германия — 47;
3.  Нидерланды — 46½;
4.  Португалия — 43½;
5.  Россия — 42½;
6.  Словения — 41½;
7.  Эстония — 39½;
8.  Австрия — 38;
9.  Литва — 37;
10.  Ирландия — 36;
11.  США — 34½;
12.  Латвия — 34;
13.  Казахстан — 30;
14.  Польша — 28.

### 16-я заочная олимпиада (2010—2016)
В порядке эксперимента соревнование было проведено при четырёх участниках в каждой команде.

#### Результаты финального турнира[23]
1.  Чехия — 33½ (Хитилек, Дуфек, Вркоч, Восаглик);
2.  Германия — 28½;
3.  Франция — 26½;
4.  Польша — 25½;
5—7.  Бразилия,  Израиль и  Словакия — 24½;
8.  Швеция — 22½;
9.  Италия — 22;
10—12.  США,  Англия и  Украина — 20½;
13.  Финляндия — 18½.

### 17-я заочная олимпиада (2009—2012)

#### Результаты финального турнира[24]
1.  Германия — 44½ (Фосс, Хертель, Никкель, Буземан, Вундерлих, Герх. Мюллер);
2.  Испания — 43½;
3.  Италия — 39½;
4.  Россия — 39;
5.  Швейцария — 38½;
6.  Украина — 38;
7. Эстония — 37;
8.  Норвегия — 36½;
9.  Нидерланды — 33;
10.  Румыния — 32½;
11.  Дания — 32;
12—13.  США и  Хорватия — 27.

### 18-я заочная олимпиада (2012—2016)

#### Результаты финального турнира[25]
1.  Германия — 41½ (Хертель, Криббен, Фосс, Никкель, Вундерлих, Р. Молль);
2.  Словения — 41;
3.  Испания — 39;
4. Россия — 38½;
5.  Италия — 36½;
6.  Франция — 36;
7.  Словакия — 35½;
8—9.  Люксембург и  Швеция —34½;
10.  Румыния — 33½;
11.  Израиль — 33;
12.  Финляндия — 32½;
13.  США — 32.

### 20-я заочная олимпиада (2016—2019)
Победу в соревновании разделили сборные Германии и России. На основании лучших дополнительных показателей чемпионский титул получили немецкие шахматисты.

#### Результаты финального турнира[26]
1.  Германия — 39½ (Криббен, Никкель, Буземан, Р. Молль, Р. Бауэр, Гляйхман);
2.  Россия — 39½;
3.  Испания — 39;
4.  Белоруссия — 37½;
5—7.  Словения,  Австрия и  США — 37;
8.  Швеция — 35½;
9.  Болгария — 35;
10.  Эстония — 34;
11.  Франция — 33;
12—13.  Нидерланды и  Израиль — 32.

## Женские олимпиады

### 1-я женская заочная олимпиада (1974—1979)

#### Результаты финального турнира[27]
1. СССР — 22 (Рубцова, Литинская, Кристол / Т. Зайцева, Л. Белавенец);
2. ФРГ — 19;
3. Чехословакия — 15½;
4. Венгрия — 14½;
5—7. ГДР, Румыния и Польша — 12½;
8. Австралия — 3½.

### 2-я женская заочная олимпиада (1980—1986)
Победу в соревновании разделили сборные СССР и Чехословакии. У сборной СССР были лучшие дополнительные показатели, поэтому советская команда получила чемпионский титул.

#### Результаты финального турнира[27]
1. СССР — 26 (Рубцова, Яковлева, Литинская, Л. Белавенец);
2. Чехословакия — 26;
3. Югославия — 20
4. Румыния — 19½;
5. ФРГ — 14;
6. Венгрия — 13;
7. Австрия — 10½;
8. Великобритания — 9;
9. Нидерланды — 4.

### 3-я женская заочная олимпиада (1986—1992)

#### Результаты финального турнира[28]
1. СССР — 23 (Рытова, Литинская, Л. Белавенец, Н. Красикова);
2. Чехословакия — 21;
3. Венгрия — 14½;
4. ФРГ — 14;
5. Румыния — 12
6. Югославия — 11½;
7. Польша — 10½;
8. Австралия — 5½.

### 4-я женская заочная олимпиада (1992—1997)

#### Результаты финального турнира[29]
1. Чехословакия — 24 (Можная, Бабулова, Г. Кубикова, Горачкова);
2. Россия — 21;
3. Польша — 18½;
4. Германия — 18;
5. Франция — 15½;
6—7. Венгрия и Англия — 14;
8. Нидерланды — 11½;
9. США — 7½.

### 5-я женская заочная олимпиада (1997—2003)

#### Результаты финального турнира[30]
1. Россия — 25 (Переверткина, Св. Хлусевич, Т. Зайцева, Руфицкая);
2. Германия — 22;
3. Чехия — 18;
4. Англия — 17;
5. Румыния — 16½;
6. Польша — 14;
7. Франция — 12½;
8. США — 10½;
9. Швеция — 8½.

### 6-я женская заочная олимпиада (2003—2006)

#### Результаты финального турнира[31]
1. Литва — 26½ (Дамбраускайте, Квейнис, Миласюте, Потапова);
2. Германия — 23½;
3. Италия — 23;
4—5. Латвия и Чехия — 20;
6. Россия — 17½;
7. Польша — 15½;
8. Словакия — 12½;
9. Англия — 11½;
10. Бразилия — 10.

### 7-я женская заочная олимпиада (2007—2009)

#### Результаты финального турнира[32]
1. Словения — 25 (Надвесник, Козарски, Корошец, Ан. Хорват);
2. Литва — 23½;
3. Германия — 23;
4—5. Италия и Чехия — 20;
6. Россия — 17½;
7. Румыния — 15½;
8. Англия — 13;
9. Аргентина — 11½;
10. Казахстан — 11.

### 8-я женская заочная олимпиада (2008—2010)
Победу в финале разделили сборные Польши и Болгарии. Чемпионское звание получила сборная Польши (на основании лучших дополнительных показателей).

#### Результаты финального турнира[33]
1. Польша — 27 (Сконечная, Щепаняк, Лубас, Войцик-Войтковяк);
2. Болгария — 27;
3. Италия — 26;
4—5. Германия и Словакия — 25;
6. Чехия — 22;
7. Аргентина — 19;
8. Испания — 17½;
9. Португалия — 16;
10. Англия — 13;
11. США — 2½.

### 9-я женская заочная олимпиада (2011—2014)

#### Результаты финального турнира[34]
1. Россия — 34 (Сухарева, Морокова, Жак, С. Лобанова);
2. Литва — 32½;
3. Германия — 30;
4. Украина — 27;
5. Польша — 25½;
6. Италия — 25;
7. Португалия — 24½;
8. Словакия — 24
9—10. Болгария и Румыния — 23;
11. Англия — 19;
12. Австрия — 15;
13. Испания — 9½.

### 10-я женская заочная олимпиада (2015—2017)

#### Результаты финального турнира[35]
1. Германия — 33 (Клостер, Больц, Ахац, Нойбургер);
2. Литва — 30;
3. Россия — 28;
4. Украина — 26;
5. Польша — 25;
6. Италия — 24;
7. Словакия — 23½;
8. Румыния — 22½;
9. Англия — 19;
10. Чехия — 18½;
11. Австралия — 14½;
12. Канада — 0.